# Setaphis
Setaphis là một chi nhện trong họ Gnaphosidae.